# Kelissa

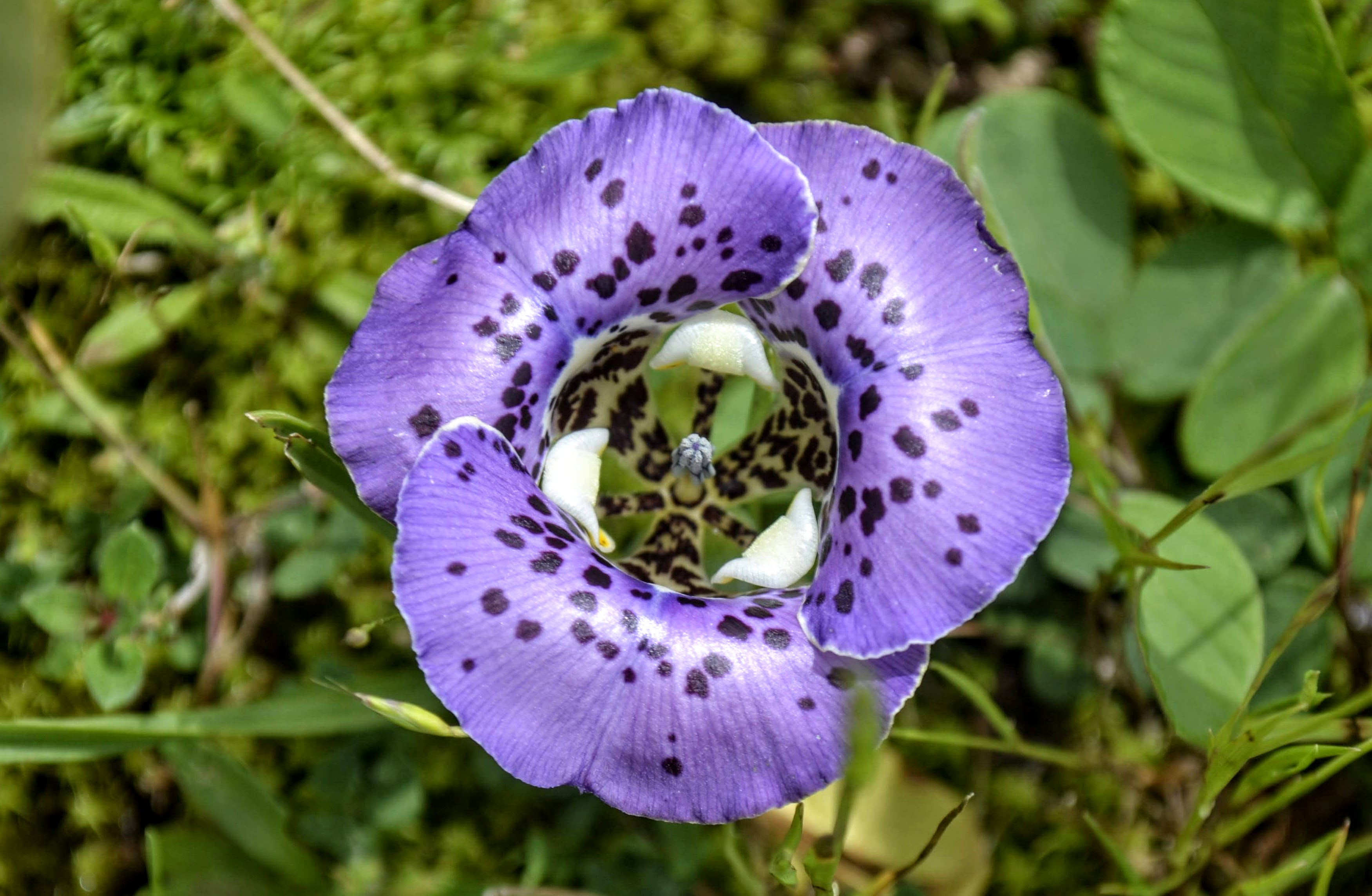
Flor de kelissa brasiliensis en Brasil

Kelissa  es un género de plantas herbáceas, perennes y bulbosas perteneciente a la familia de las iridáceas. Está integrado por una única especie, Kelissa brasiliensis, la cual es originaria del sur de Brasil. En 2008, sobre la base de datos morfológicos, este género ha sido transferido a Cypella, y su única especie pasó a denominarse Cypella brasiliensis (Baker) Roitman & A.Castillo.